# Heinrich IV., Teil 2

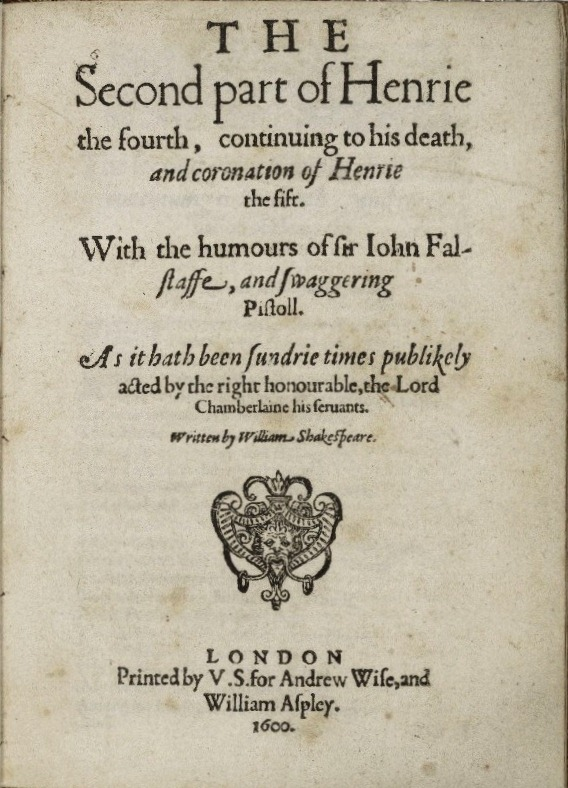
Titelseite der ersten Quarto

Heinrich IV., Teil 2 (frühneuenglisch The Second part of Henrie the fourth.) ist ein Schauspiel von William Shakespeare. Es handelt vom Ende der Herrschaft und dem Tod von König Heinrich IV., der Krönung seines Sohnes als Heinrich V. und vom Schicksal und der Verstoßung von Prinz Heinrichs Jugendfreund Sir John Falstaff. Shakespeares vornehmliche Quelle für das Stück war die 1587 erschienene zweite Auflage von Raphael Holinsheds Chronicles of England, Scotland, and Ireland. Er hat das Werk vermutlich im Jahre 1597 verfasst und es ist mit großer Sicherheit in dieser Zeit am Globe Theatre aufgeführt worden. Die erste belegte Aufführung datiert vom 14. Februar 1613 anlässlich der Hochzeit von Elisabeth Stuart und dem Winterkönig. Es erschien erstmals im Jahre 1600 in einer Quartausgabe. Die Folioversion von 1623 enthält deutliche Veränderungen. Das Stück ist in England sehr beliebt und wird dort oft im Zusammenhang mit dem ersten Teil von Heinrich IV. aufgeführt.

## Überblick, Einordnung und Aufbau
Die beiden Teile von Heinrich IV. bilden die Mitte der Lancaster-Tetralogie. Stofflich und entstehungsgeschichtlich geht dem Drama Richard II. voran, in dem Henry Bolingbroke, der spätere Heinrich IV., aus dem Hause Lancaster seinen Vetter, den legitimen, aber unfähigen König Richard II. absetzt, ermorden lässt, und an seiner Stelle den Thron besteigt. Im ersten Teil des seinen Namen tragenden Doppeldramas verteidigt Heinrich IV. seinen Thron gegen eine Rebellion englischer, schottischer und walisischer Adliger.
Der zweite Teil von Heinrich IV. knüpft inhaltlich, hinsichtlich der handelnden Personen und vom Aufbau her sehr stark an den ersten Teil an. Nahezu identisch zum ersten Teil werden zwei lose verbundene Erzählstränge verfolgt:
- In einer dramatischen Handlung geht es um die Sphäre des Königs und des englischen Hochadels, insbesondere um Planung, Durchführung und Abwehr einer Adelsrebellion gegen den König, wobei im entscheidenden Punkt jeweils ein Verrat zum Scheitern der Rebellion führt oder beiträgt.
- In einer komischen Handlung werden die derben Geschehnisse um den Trinkkumpan des Thronfolgers Heinrich, den „dicken Ritter“ Sir John Falstaff und seine Gesellen erzählt, wobei beide Teile eine Szene beinhalten, in der Prinz Heinrich in Verkleidung Sir Falstaff narrt.

Zum Ende des Dramas stirbt Heinrich IV. und sein Sohn wird als Heinrich V. König, dessen weiteres Schicksal Shakespeare im letzten Teil der Tetralogie, König Heinrich V. darstellt.

## Handlung
In einem Prolog erzählt ein Gerücht darüber, dass falsche Kunde von Heinrichs angeblicher Niederlage gegen die Rebellen unter Führung von Percy (siehe erster Teil des Dramas) durch das Land geht.

### Erster Aufzug
Zu Beginn des Stücks erhält der Graf von Northumberland zunächst falsche, dann wahre Nachricht von den letzten Ereignissen des ersten Teils, insbesondere vom Tod seines Sohnes Percy. Er fasst den Entschluss, Verbündete für ein erneutes militärisches Vorgehen gegen den König zu sammeln. Scroop, Erzbischof von York, sowie die Lords Mowbray, Hastings und Bardolph, sind hierzu bereit.
Falstaff gerät mit dem Oberrichter des Königs aneinander, der ihm vorwirft, mit seinem liederlichen Verhalten den Charakter des Thronfolgers Prinz Heinrich zu verderben.

### Zweiter Aufzug
Die Wirtin Hurtig versucht mithilfe von Gerichtsdienern, bei ihrem Stammgast Falstaff dessen immense Zeche einzutreiben. Nach einem Handgemenge vertragen sich die beiden wieder. Trotz der sich verschlimmernden Krankheit seines Vaters stürzt sich Prinz Heinrich weiter in das Nachtleben und belauscht, als Weinkellner verkleidet, ein Rendezvous zwischen Falstaff und der derben Mamsell Dortchen Lakenreißer, bei dem Falstaff über Prinz Heinrich und seinen Begleiter spottet.
Wie schon im ersten Teil zögert Graf Northumberland mit der Entsendung seines Heers zugunsten der Rebellen.

### Dritter Aufzug
Der kranke König sinnt über die Wechselhaftigkeit der Bündnisse nach. Der Graf von Warwick versichert dem König, dass das gegen die Rebellen ausziehende Herr stark genug ist.
Wie schon im ersten Teil muss auch der unwillige Falstaff seinen Anteil zum Kriege beitragen. Bei der Rekrutierung von Bauern, die er reichlich verspottet, sucht er nicht die Tauglichsten aus, sondern jene, die kein Geld haben, sich durch Bestechung vom Waffendienst freizukaufen.

### Vierter Aufzug
In Yorkshire belauern sich das Heer des Königs unter der Führung des jüngeren Königssohns Prinz Johann von Lancaster und jenes der Rebellen unter Führung des Erzbischofs von York. Der Graf von Westmoreland unterbreitet den Rebellen das Angebot zu Friedensverhandlungen, worauf diese an Stelle des Sturzes des Königs recht weitreichende Forderungen als Bedingung für einen Abzug übergeben und einem Treffen der Feldherren zustimmen. Auf diesem geht Prinz Johann auf die Forderungen der Rebellen zum Schein ein. Beide Seiten geben Befehl zur Auflösung der Heere, wobei dieser auf Seiten des Prinzen nicht umgesetzt wird. Die Königlichen nehmen die schutzlosen Rebellenführer gefangen und befehlen deren Hinrichtung.
Falstaff kann durch die Übergabe eines Adligen, der sich ihm kampflos ergeben hat, an Prinz Johann einen kriegerischen Arbeitsnachweis vorweisen.
In Westminster liegt König Heinrich IV. im Sterben, versucht seinen Nachlass zu ordnen und hadert mit der Leichtlebigkeit des Thronfolgers Heinrich. Als Prinz Heinrich auftritt, hält er seinen regungslos daliegenden Vater für tot und verlässt mit der Königskrone, die auf einem Kissen abgelegt war, den Raum. Der König wacht auf, bemerkt den Verlust und ruft Prinz Heinrich zu sich. Es kommt zur Aussprache zwischen Vater und Sohn, der schockierte Prinz Heinrich gelobt auf Knien Umkehr und die beiden versöhnen sich.

### Fünfter Aufzug
König Heinrich IV. ist tot, der ehemalige Prinz Heinrich regiert nun als Heinrich V. und hat eine Wandlung zum Ernsthaften vollzogen. Sichtbarstes Beispiel ist, dass er des Vaters Oberrichter, der ihn in seiner wilden Prinzenzeit im Sinne des Rechts maßregeln und sogar festnehmen ließ, im Amt bestätigt.
Als Falstaff auf dem Lande vom Thronwechsel zugunsten seines Trinkkumpans „Heinz“ erfährt, sieht er seine Zeit als einer der „Großen im Reich“ gekommen und verspricht seinen Zechgenossen schon Ämter und Pfründen. Im Galopp zieht die Gesellschaft nach Westminster. Doch Heinrich V. will mit ihnen nichts zu tun haben, lässt den entgeisterten Falstaff durch den Oberrichter festnehmen und schickt ihn mit seinen Freunden in die Verbannung.
In einem Epilog wendet sich ein Tänzer in komödiantischer Weise an das Theaterpublikum und kündigt eine spätere Fortsetzung an.

## Literarische Vorlagen und kulturelle Bezüge
Shakespeares wichtigste Vorlage für Henry IV. war das von ihm für alle britischen Historien benutzte Geschichtswerk von Raphael Holinshed, die Chronicles of England, Scotland and Ireland, in der Fassung von 1587. Wie in Heinrich IV., Teil 1 hat Shakespeare für die Ausgestaltung der Charaktere von Prince Harry (Hal) und Harry Percy (Hotspur) wahrscheinlich zusätzlich Samuel Daniels Civil Wars sowie diverse Hinweise in anderen Quellen des 16. Jahrhunderts, vor allem in Thomas Elyots berühmtem Werk The Governor oder The Boke Named the Gouernour genutzt, das zwischen 1532 und 1580 in acht Ausgaben veröffentlicht wurde. Allerdings schmückt Shakespeare sein Stück mit zahlreichen frei erfundenen Abenteuern von Sir John Falstaff aus, die hier einen wesentlich breiteren Raum einnehmen als in den dokumentierten historischen Darstellungen der Regierungszeit von Heinrich IV. Als Anregung für die Verknüpfung von historischem Material im Kontext der Jugendzeit Heinrich V. mit komischen Elementen diente Shakespeare dabei möglicherweise auch das anonyme Stück The famous victories of Henry the Fifth der Queen’s Men, das in den späten 1580er Jahren aufgeführt wurde.

## Datierung und Textgeschichte

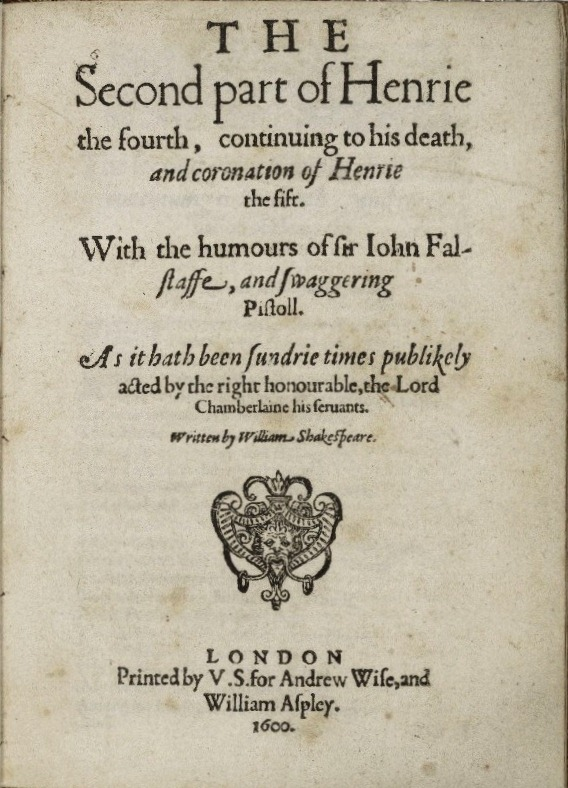
Heinrich IV, Teil 2. Titelseite des Quarto von 1600.

Der zweite Teil von Henry IV muss nach dessen ersten Teil (1596–1597) und vor The Life of Henry the Fifth verfasst worden sein. Von heutigen Shakespeare-Forschern wird die Entstehung des Werkes in der Regel auf den Zeitraum zwischen 1597 und 1598 datiert, vermutlich kurz nach der Fertigstellung von The Merry Wives of Windsor. Im August 1600 wurde das Werk im Stationers’ Register eingetragen und erschien im selben Jahr als Quarto-Ausgabe mit dem Titel: The Second Part of Henrie the fourth, continnuing to his death, and coronatian of Henrie the fift. With the humours of Sir John Falstaffe, and swaggering Pistoll. (Der zweite Teil von Heinrich IV., fortgeführt bis zu seinem Tode und mit der Krönung von Heinrich V., mit den Späßen von Sir John Falstaff und den Angebereien von Pistoll.) Grundlage für diesen Erstdruck war vermutlich die Rohfassung (foul paper) eines eigenhändigen Manuskripts von Shakespeare. Eine zweite Quarto-Ausgabe, welche die in der Erstausgabe nicht abgedruckte Szene III.i enthält, wurde wahrscheinlich ebenso noch im Jahre 1600 veröffentlicht.
Die Folio-Ausgabe Comedies, Histories and Tragedies mit beiden Teilen von Henry IV folgte 1623 (herausgegeben von John Heminges und Henry Condell). Als Vorlage für den Text der Folie-Edition diente wahrscheinlich ein Theatermanuskript bzw. Regiebuch (prompt book) des Stückes aus der Zeit nach 1606, das jedoch von den Verlegern oder dem Drucker an verschiedenen Stellen revidiert wurde. Im Unterschied zu den früheren Quarto-Ausgaben enthält die Folio-Fassung von 1623 acht zusätzliche substantielle Passagen. Von Shakespeare-Experten wird diese Ergänzung teilweise als ein Versuch der Editoren erklärt, solche Stellen zu rekonstruieren, die in den ersten Drucken möglicherweise von der Zensur gestrichen worden waren. Allerdings wird in der Folie-Ausgabe von 1623 gemäß dem Verbot von Schwüren und Flüchen auf der Bühne (Act to Restrain Abuses of Players) vom 27. Mai 1606 zugleich alles Lästerliche entfernt oder gemildert.
In der gegenwärtigen Shakespeare-Forschung wird die Druckfassung der Folio-Ausgabe von 1623 überwiegend als autonomer Text betrachtet. Heutigen Ausgaben liegt in der Regel der Text der Quarto-Drucke zugrunde, wobei die zusätzlichen Stellen der Folio-Fassung jedoch als kenntlich gemachte Ergänzung hinzugefügt werden. Dabei werden offensichtliche Druckfehler auf Grundlage der Quarto-Fassung emendiert.

## Aufführungsgeschichte
Das Werk ist als Ganzes nur selten aufgeführt worden, sondern zumeist in einer kompilierten Fassung zusammen mit Heinrich IV., Teil 1. Die deutsche Erstaufführung erfolgte, in bearbeiteter Fassung, 1778 in Hamburg. Schon im frühen 17. Jahrhundert tendierten die Inszenierungen dazu, die beiden Teile in verkürzter Form zusammenzufassen und so die beiden Hauptfiguren Prinz Heinrich und Falstaff weiter zu betonen. Eine solche, auf 25 Szenen reduzierte Version, führte beispielsweise das Schauspielhaus Bochum im Jahre 2005 mit Katharina Thalbach in der Rolle des Falstaff auf. Bekannte Darsteller des Falstaff in Deutschland waren Heinrich George, Hermann Schomberg, Will Quadflieg und Kurt Böwe.

## Adaptionen
Orson Welles produzierte 1965 den Film Falstaff – Glocken um Mitternacht, der eine Collage aus den Werken der „Lancaster-Tetralogie“ und „Merry Wives of Windsor“ darstellt. Von Antonio Salieri stammt die Oper Falstaff ossia Le tre burle aus dem Jahr 1799. 1838 wurde in London die Oper Falstaff von Michael William Balfe uraufgeführt. Die bekannteste Adaption der Falstaff-Figur ist Giuseppe Verdis Oper Falstaff, die 1893 in Mailand erstmals aufgeführt wurde und im Wesentlichen auf dem Stoff der Komödie „Merry Wives of Windsor“ beruht.

## Textausgaben
Englisch
- James C. Bulman (Hrsg.): William Shakespeare: King Henry IV Part 2. The Arden Shakespeare. Third Series. London 2016, 2. Druck 2017, ISBN 978-1-904271-37-6.
- A. R. Humphreys (Hrsg.): William Shakespeare: King Henry IV Part 2. The Arden Shakespeare. Second Series. London 2008, ISBN 978-1-904271-06-2
- René Weis (Hrsg.): William Shakespeare: Henry IV, Part II. Oxford Shakespeare. Oxford University Press, Oxford 2008, ISBN 978-0-19-953713-6
- Giorgio Melchiori (Hrsg.): William Shakespeare: The Second Part of King Henry IV. The New Cambridge Shakespeare. Cambridge University Press, Cambridge 2007, ISBN 978-0-521-68950-2

Deutsch
- Frank Günther und Anne-Julia Zwierlein (Hrsg.) William Shakespeare: König Heinrich IV. Teil 2. King Henry IV. Part 2. Cadolzburg Ars vivendi, 2004, ISBN 978-3-89716-173-3
- Holger Klein (Hrsg.): William Shakespeare: King Henry IV, Part 2. Heinrich IV., Teil 2. Reclam, Stuttgart 2013, ISBN 978-3-15-019105-7